# 23937 Delibes
23937 Delibes è un asteroide della fascia principale. Scoperto nel 1998, presenta un'orbita caratterizzata da un semiasse maggiore pari a 2,3287782 UA e da un'eccentricità di 0,0993210, inclinata di 5,04751° rispetto all'eclittica.